# Peter Vaughan
Peter Vaughan (født Peter Ewart Ohm; 4. april 1923 i Wem, død 6. december 2016 i Mannings Heath) var en britisk skuespiller, der er kendt for mange biroller i en række af britisk film- og tv- produktioner. Han er bedst kendt for sin rolle som Grouty i sitcom Porridge og havde også en tilbagevendende rolle som Robert Lindsay i Citizen Smith, skrevet af John Sullivan. Han havde også en stor rolle som Tom Franklin i Chancer (1990-1991), som kørte i 20 afsnit. Hans sidste tv-optræden var i rollen som Maester Aemon i Game of Thrones.

## Filmografi

### Film
- The 39 Steps (1959)
- Sapphire (1959)
- Rædslen fra Himmelrummet (originaltitel: Village of the Damned, 1960)
- Make Mine Mink (1960)
- Two Living, One Dead (1961)
- The Court Martial of Major Keller (1961)
- I Thank a Fool (1962)
- The Devil's Agent (1962)
- The Punch and Judy Man (1963)
- The Victors (1963)
- Smokescreen (1964)
- Fanatic (1965)
- Rotten to the Core (1965)
- The Naked Runner (1967)
- The Man Outside (1967)
- The Bofors Gun (1968)
- Hammerhead (1968)
- A Twist of Sand (1968)
- Alfred the Great (1969)
- Eyewitness (1970)
- A Taste of Excitement (1970)
- Køterne (1971)
- The Pied Piper (1972)
- Savage Messiah (1972)
- A Warning to the Curious (1972)
- The Return (1973)
- The Blockhouse (1973)
- The MacKintosh Man (1973)
- Massacre in Rome (1973)
- Intimate Reflections (1974)
- Symptoms (1974)
- 11 Harrowhouse (1974)
- Malachi's Cove (1974)
- Valentino (1977)
- Zulu Dawn (1979)
- Porridge (1979)
- Time Bandits (1981)
- Den franske løjtnants kvinde (1981)
- The Razor's Edge (1984)
- Forbidden (1984)
- Brazil (1985)
- Haunted Honeymoon (1986)
- Coast to Coast (1987)
- King of the Wind (1989)
- Mountains of the Moon (1990)
- Resten af dagen (1993)
- Fatherland (1994)
- The Secret Agent (1996)
- The Crucible (1996)
- Our Friends in the North (1996)
- Face (1997)
- The Good Son (1998)
- Les misérables (1998)
- The Legend of 1900 (1998)
- Den ideelle mand (1999)
- Kiss Kiss (Bang Bang) (2000)
- Canone inverso - making love (2000)
- Hotel Splendide (2000)
- The 10th Kingdom (2000)
- The Mother (2003)
- The Life and Death of Peter Sellers (2004)
- The Queen of Sheba's Pearls (2004)
- Care (2006)
- Death at a Funeral (2007)
- Is Anybody There? (2008)
- Albatross (2010)

### Tv-serier
- Porridge (1975–77; 3 afsnit)
- Citizen Smith (1977–79; 14 afsnit)
- Chancer (1990–91; 13 afsnit)
- Vi mødes i retten (2011; enkelt afsnit)
- Doc Martin (2011; enkelt afsnit)
- Game of Thrones (2011–15; 11 afsnit)